# Электрометаллург-НЗФ
«Электрометаллу́рг-НЗФ» (укр. «Електрометалург-НЗФ») — украинский любительский футбольный клуб из Никополя, Днепропетровская область. Основан в 1972 году под названием «Сельхозтехника». Прекратил выступления в чемпионатах Украины в июле 2005 года. Выступает в чемпионате области.

## История

### «Трубник»
Первым серьёзным лидером никопольского городского футбола была команда при коллективе «Южнотрубного завода». С 1936 года команда носила название «Сталь». До войны была постоянной участницей городских и областных соревнований. Пробовала свои силы в чемпионате УССР среди коллективов физкультуры.
С 1949 по 1961 год команда именовалась «Металлург». Регулярно вела борьбу за кубок УССР и звание чемпиона, дающее право участвовать в чемпионате СССР. Ближе всего к своей цели «Металлург» был в сезоне 1958 года, когда в финальном этапе стал вторым. Следующие несколько лет формула прохождения в чемпионат СССР упростилась и в 1961 году заводская команда пробивается в класс «Б». В переходных играх был повержен «Химик» (Днепродзержинск) — 0:0; 2:0.
Впервые команда из Никополя появилась в чемпионате СССР в 1962 году 14 апреля в городе Жёлтые Воды под названием «Трубник». За все годы выступлений в классе «Б» (1962—1970 гг.) лучшим достижением команды было 4-е место в зоне в 1969 году. После 1970 года команда мастеров в Никополе прекратила своё существование.

### «Колос»
14 ноября 1973 года по инициативе первого секретаря райкома КПСС Владимира Ивановича Остапченко при Никопольском районном управлении сельского хозяйства был основан спортивный клуб «Колос». «Колос» представлял весь Никопольский район, а не только районный центр. Клуб дважды становился победителем Кубка СССР среди сельских команд, выигрывал первенство Украины среди производственных коллективов. Став в 1975 году чемпионами Украины среди команд коллективов физкультуры, клуб получил статус команды мастеров и начал выступать в чемпионатах СССР. Уже через год после дебюта «Колос» стал бронзовым призёром чемпионата Украинской зоны второй лиги (1977 год). Новый чемпионат — и уже «серебро», а 1979 год приносит «золото» и звание чемпиона Украины среди команд второй лиги.
«Колос» получил право играть в 1-й лиге. В 1982 году «Колос» реально претендовал на выход в высшую лигу. За тур до финиша никопольцы принимали на своём поле главного конкурента — вильнюсский «Жальгирис». После первого тайма хозяева вели в счёте 1:0. Однако тот матч завершился ничьей, и сезон «Колос» закончил третьим.
В 1988 году «Колос» покинул 1-ю лигу и продолжил выступления во 2-й лиге.
По словам футбольного судьи Сергея Хусаинова, тренер «Колоса» Евгений Кучеревский пытался дать его судейской бригаде взятку перед одним из матчей против ростовского СКА (главным судьёй бригады был Александр Кириллов). Судейская бригада отсудила матч, который завершился со счётом 0:0, а после этого Кучеревский потребовал больше не назначать бригаду Кириллова ни на одну встречу с участием «Колоса».

### «Металлург»
В национальных чемпионатах Украины футболисты Никополя стартовали под названием «Металлург» в чемпионате первой лиги. Дважды имели шанс подняться в высшую лигу. В первом чемпионате финишировали вторыми, уступив в очных встречах «Кривбассу», уступил криворожанам и путёвку в высшую лигу. В четвертом сезоне «Металлург» снова находился среди претендентов на повышение в классе, и тогда также остановился за шаг от цели, пропустив перед собой кировоградскую «Звезду-НИБАС» и бориспольский «ЦСКА-Борисфен».
Далее опекать клуб стал Никопольский завод ферросплавов, что привело к переименованию футбольного клуба в «Электрометаллург-НЗФ». В сезоне 2001/02 команда опустилась во вторую лигу.
В июле 2005 года на заседании руководства клуба было принято решение о прекращении выступлений клуба в чемпионатах Украины. 19 июля 2005 года решением Бюро ПФЛ команда исключена из ПФЛ.
С 2006 года «Электрометаллург» выступает на любительском уровне. В любительском чемпионате Украины 2006 года команда прошла сквозь сито отборочных этапов, но в финальной части в своей группе заняла последнее место.
В чемпионате Днепропетровской области 2008 года клуб завоевал серебряные медали.

## Достижения
- Высшее положение в чемпионатах СССР: 3 место в первой лиге — 1982 год.
- В кубке СССР: 1/4 финала 1986/87.
- Чемпион УССР среди команд второй лиги СССР — 1979 год.
- Серебряный призёр первой лиги(группа «Б») 1992 год.
- Бронзовый призёр первой лиги 1995 год.
- Бронзовый призёр Кубок президента Туркменистана: 1995

## Прежние названия
- 1972—1973: «Сельхозтехника»
- 1973—1991: «Колос»
- 1992—2001: «Металлург»
- 2001—2002: «Электрометаллург»
- с 2002: «Электрометаллург-НЗФ»